# Ma femme, ma vache et moi
Pour plus de détails, voir Fiche technique et Distribution.
Ma femme, ma vache et moi est un film français réalisé par Jean-Devaivre, sorti en 1952.

## Fiche technique
- Titre français : Ma femme, ma vache et moi
- Réalisation : Jean-Devaivre
- Scénario : Gérard Carlier et André Tabet
- Décors : Claude Bouxin
- Photographie : Lucien Joulin
- Son : Julien Coutellier
- Musique : Louiguy
- Production : Paul de Saint-André
- Société de production :  Les Films Artistiques
- Pays d'origine :  France
- Format : Noir et blanc - 1,33:1 - 35 mm - Son mono
- Genre : Comédie
- Durée : 93 minutes
- Date de sortie : 
  - France - 8 mai 1952

## Distribution
- Erminio Macario : Mario
- Irène Corday : Marinette
- Robert Balpo
- Jean Daurand
- Arthur Devère
- Albert Dinan
- Jacques Dufilho
- Michel Galabru
- Charles Lemontier
- Maurice Marceau
- Raoul Marco
- Albert Michel
- Arlette Poirier
- Annette Poivre
- Émile Riandreys
- Marcel Rouzé
- Fernand Sardou